# Herb Grybowa
Herb Grybowa – jeden z symboli miasta Grybów w postaci herbu.

## Wygląd i symbolika
Herb przedstawia inicjał gotyckiej litery „K” w kolorze złotym na tarczy herbowej w kolorze błękitnym. Nad tarczą znajduje się złota korona gotycka, stylizowana na koronę Kazimierza Wielkiego.

## Historia
Od XVII wieku używane były pieczęcie miejskie z wyobrażeniem ukoronowanej świętej Katarzyny z przynależnymi jej atrybutami mieczem i kołem, oraz pieczęcie z wizerunkiem złożonym z atrybutów tej świętej: miecza, korony,koła i palmy z towarzyszeniem sygli S, K, P, G czyli skrótu „Sancta Katharina Patrona Griboviensis”.
Herb przyjęty przez Radę Miejską 23 października 1898 roku przedstawiał w polu błękitnym na murawie zielonej mury miejskie srebrne (stalowo szare) z lekko opuszczoną bramą, między wieżami orzeł srebrny o języku czerwonym, w koronie, o uzbrojeniu złotym.
Dyplom potwierdzający nadanie herbu wystawiono 28 kwietnia 1899 r.

## Literatura
- S. Górzyński "Miasta Galicji i ich herby" w "Polskie tradycje samorządowe a heraldyka". Lublin 1992.
- H. Seroka "Heraldyka miejska w zaborze austriackim w świetle dokumentów cesarskich z lat 1785-1914" w "Herby miast polskich w okresie zaborów 1772-1918". Włocławek 1999.
- H.Seroka. "Herby miast małopolskich do końca XVIII wieku". Warszawa 2002.